# Seltzer Hügelgräber

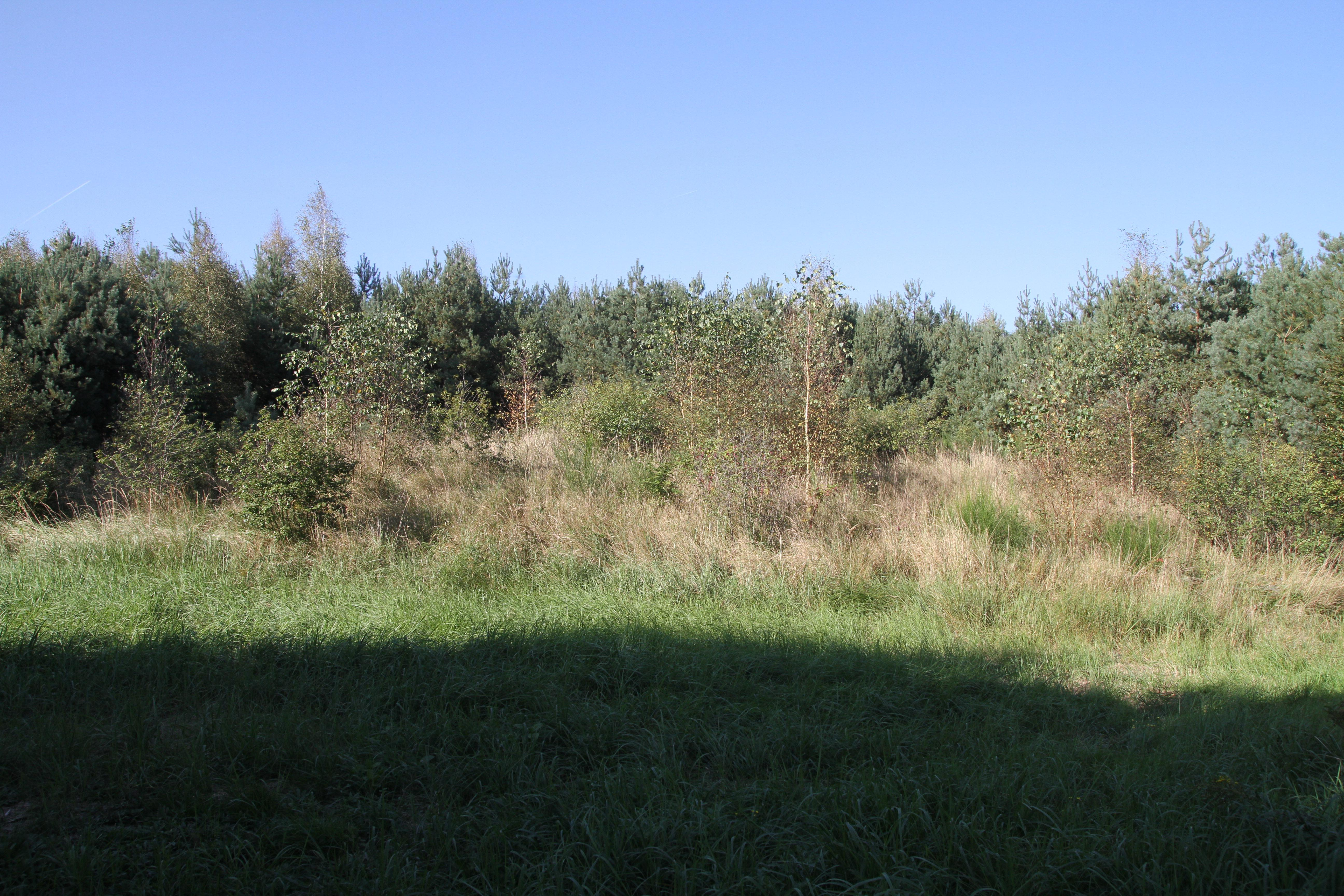
Ein zugewachsener Grabhügel des Seltzer Grabfeldes. Vom eigentlichen Hügelgrab ist nicht viel zu erkennen

Unter den Seltzer Hügelgräbern versteht man eine alte Nekropole im Elsass.

## Beschreibung
Unmittelbar an der Niederterrasse des Oberrheins bei Seltz findet sich auf dem Weg nach Hatten, in den Wäldern von Aschbruch und Hagenau (Heiliger Forst) ein altes Gräberfeld. Seit dem 8. Jahrtausend v. Chr. sind hier Siedlungsspuren zu finden. In 23 Grabanlagen finden sich über 750 Gräber aus der Bronze- und Eisenzeit.
Es lassen sich Spuren von mehreren keltischen Besiedlungswellen nachweisen, die vom 8. Jahrhundert v. Chr. bis zum Eintreffen der Römer im 1. Jahrhundert v. Chr. reichen. Bei den Ausgrabungen von Xavier Nessel und anderen wurden zahlreiche Funde gemacht, die in den Museen in Seltz, Hagenau und Rastatt zu sehen sind.
Die Hügelgräber, auch „Tumuli“ genannt, sind zwischen einem und fünf Meter hoch und haben im Schnitt einen Durchmesser von 20 Metern. Es wird angenommen, dass die verschiedenen Hügelgräber unterschiedlichen Fürstentümern zuzuordnen sind, eine genaue Zuordnung ist jedoch bis heute nicht gelungen.

## Lehrpfad durch die Hügelgräber von Seltz

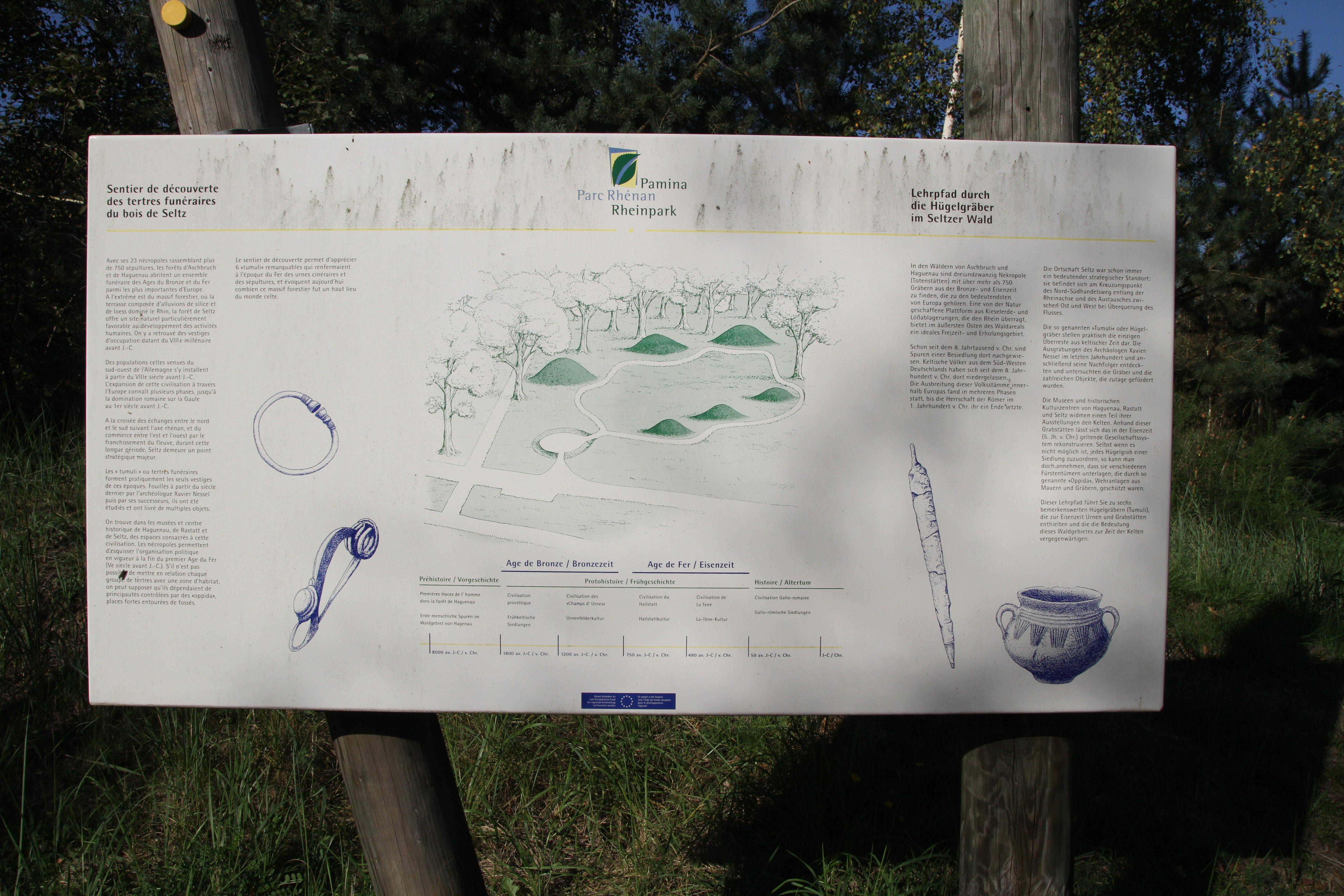
Hinweistafel am Anfang des Lehrpfads

An der Straße von Seltz nach Hatten findet sich wenige Hundert Meter nach der Autobahnauffahrt rechts ein kleiner Weg zu einem Parkplatz. Wenige Meter neben dem Parkplatz befindet sich ein Lehrpfad, der an sechs Hügelgräbern im Seltzer Wald vorbeiführt.
Der Lehrpfad ist Teil des Pamina Rheinparks.
Es weist kein Schild auf der Straße oder am Parkplatz auf den Lehrpfad hin. Der Lehrpfad selbst ist in keinem guten Zustand (Herbst 2014), so fehlen viele Schilder und die Grabhügel sind größtenteils durch Büsche und Bäume verdeckt.
Ursprünglich war auf einigen der aus Sand bestehenden Grabhügel eine Grabplatte aus Sandstein angebracht.